# Dichapetalum toxicarium
Dichapetalum toxicarium ist eine Pflanzenart in der Familie der Dichapetalaceae aus dem mittleren bis westlichen Westafrika. Dichapetalum affine aus dem mittelwestlichen Zentralafrika mit kahlen Früchten ist sehr ähnlich, allerdings ist sie weniger giftig.

## Beschreibung
Dichapetalum toxicarium wächst als immergrüne Liane oder als Strauch einige bis viele Meter hoch und weit. Die Sprossachsen und Zweige sind kahl.
Die einfachen und kurz gestielten Laubblätter sind wechselständig. Die ganzrandigen, ledrigen, fast kahlen, etwa bis zu 16 Zentimeter langen Blätter sind verkehrt-eiförmig oder elliptisch bis länglich und bespitzt bis zugespitzt. Sie sind vor allem unterseits mehr oder weniger drüsenbesetzt (extraflorale Nektarien). Es sind meist früh abfallende Nebenblätter vorhanden.
Die kurzen, behaarten Blütenstände sind achsel- oder blattstielständig mit doldigen Gruppen. Die kleinen, zwittrigen und weißen, fünfzähligen Blüten mit doppelter Blütenhülle sind kurz gestielt. Der Blütenstiel ist mit einem „Gelenk“ unterteilt. Die dachigen, aufrechten, dicklichen sowie fein behaarten Kelchblätter sind fast frei und ungleich. Die schmalen, zweilappigen, spatelförmigen, innen gekielten und außen etwas behaarten Petalen sind aufrecht. Es sind 5 kurze Staubblätter und 5 kleine, innen lang behaarte, leicht zweilappige Staminodien (Drüsen) vorhanden. Der dreikammerige und dicht behaarte Fruchtknoten ist oberständig. Der kurze, im unteren Teil behaarte Griffel ist oben dreiästig.
Es werden kurz behaarte und meist ein-, dann verkehrt-eiförmige bis ellipsoide, bis dreisamige, dann gelappte, gelbe bis orange, bis 4,5 Zentimeter große, festfleischige Steinfrüchte gebildet. Die Steinkerne sind knochig und einsamig. Das Fruchtfleisch ist mehlig.

## Verwendung
Die Samen und Blätter sind giftig, die Pflanze akkumuliert Fluor. Die Samen enthalten Fluorölsäure sowie weitere fluoridierte Fettsäuren. Die Samen können als Ratten- oder Mäusegift oder als Fischgift sowie in Pfeilgiften genutzt werden.